# لیام برودی
لیام برودی (انگلیسی: Liam Broady؛ زادهٔ ۴ ژانویهٔ ۱۹۹۴) تنیس‌باز اهل بریتانیا است.